# Black Veil Brides (album)
Black Veil Brides je čtvrté studiové album americké post-hardcorové skupiny Black Veil Brides. Album vyšlo v roce 2014.

## Seznam skladeb
| Pořadí         | Název                | Autor                                                        | Délka |
| -------------- | -------------------- | ------------------------------------------------------------ | ----- |
| 1.             | Heart of Fire        | Andy Biersack, Justin Cordle, Mark Holman, Jake Pitts, Jinxx | 3:21  |
| 2.             | Faithless            | Biersack, Tommy English, Nick Long, Christian Coma, Pitts    | 4:48  |
| 3.             | Devil in the Mirror  | Biersack, English, Josh Moran, Pitts, Jinxx                  | 3:30  |
| 4.             | Goodbye Agony        | Biersack, Scott Stevens, Pitts, Jinxx, Coma                  | 4:09  |
| 5.             | World of Sacrifice   | Biersack, Ashley, Purdy, Stevens, Pitts, Jinxx, Coma         | 3:30  |
| 6.             | Last Rites           | Biersack, Purdy, Long, Pitts, Jinxx, Coma                    | 3:33  |
| 7.             | Stolen Omen          | Biersack, Pitts, Jinxx                                       | 3:48  |
| 8.             | Walk Away            | Biersack, Marti Frederiksen, Holman, Pitts, Jinxx            | 5:57  |
| 9.             | Drag Me to the Grave | Biersack, Chris Greatti, Purdy, English, Moran, Pitts        | 3:45  |
| 10.            | The Shattered God    | Biersack, English, Steve Aiello, Pitts, Jinxx                | 4:03  |
| 11.            | Crown of Thorns      | Biersack, Holman, Pitts, Jinxx                               | 3:39  |
| Celková délka: | Celková délka:       | Celková délka:                                               | 44:02 |

| Best Buy bonusová skladba | Best Buy bonusová skladba | Best Buy bonusová skladba |
| Pořadí                    | Název                     | Délka                     |
| ------------------------- | ------------------------- | ------------------------- |
| 12.                       | Sons of Night             | 3:34                      |
| Celková délka:            | Celková délka:            | 47:36                     |

## Sestava
- Andy Biersack – zpěv
- Jake Pitts – sólová kytara
- Jinxx – rytmická kytara, doprovodný zpěv, housle
- Ashley Purdy – basová kytara, doprovodný zpěv
- Christian "CC" Coma – bicí